# Mujo Tuljković
Mujo Tuljković, né le 17 juin 1979, à Ljubovija, en République socialiste de Serbie, est un joueur bosnien de basket-ball. Il évolue au poste d'ailier.

## Palmarès
- Coupe de Bosnie-Herzégovine 2005